# Tamoksifen
Tamoksifen je antagonist estrogenskog receptora u tkivu dojki putem njegovog aktivnog metabolita, hidroksitamoksifena. U drugim tkivima kao što je endometrijum, on dejstvuje kao agonist, iz kog razloga se tamoksifen može karakterisati kao mešoviti agonist/antagonist. On se koristi kao standardna endokrina (antiestrogenska) terapija za hormonski receptor-pozitivni rani rak dojke kod pre-menopoznih žena, kao alternativa inhibitorima aromatoze.
Nekim ćelijama raka dojke ze neophodan estrogen za rast. Estrogen se vezuje za i aktivira estrogenski receptor tih ćelija. Tamoksifen se metabolizuje u jedinjenja koja se takođe vezuju za estrogenski receptor, ali ga ne aktiviraju. Zbog tog kompetitivnog antagonizma, tamoksifen deluje kao slomljeni ključ u bravi koji sprečava ulaz drugih ključeva, i time se sprečava vezivanje estrogena za receptor. Na taj način se blokira rast raka dojke.
Tamoksifen je otkriven u kompaniji  Farmaceutikal (sada AstraZeneca) i prodaje se pod imenima Nolvadex, Istubal, i Valodex. Međutim, ovaj lek je i pre isteka patenta bio, i još uvek jeste, široko poznat po svom generičkom imenu „tamoksifen“.

## Lečenje raka dojke
Tamoksifen se koristi za lečenje ranog i razvijenog ER+ (estrogenski receptor pozitivnog) raka dojke kod pre- i post-menopauznih žena. Pored toga, on se često koristi u hormonskom lečenju raka dojke muškaraca. On je takođe odobren od strane FDA za prevenciju raka dojke kod žena sa rizikom razvijanja bolesti. On je još bio odobren za redukciju kontralateralnog (nasuprot dojke) karcinoma.

### Komparativne studije
Velika STAR klinička studija iz 2006. je došla do zaključka da je raloksifen jednako efektivan u umanjenju učestalosti raka dojke, ali da je nakon u proseku 4-godine praćenja bilo 36% manje raka materice i 29% manje ugrušavanja krvi kod žena koje su uzimale raloksifen nego kod žena na tamoksifenu, mada ove razlike nisu statistički značajne.

## Literatura
1. ↑  Letrozole Therapy Alone or in Sequence with Tamoxifen in Women with Breast Cancer Архивирано на веб-сајту  (9. јануар 2010), The BIG 1-98 Collaborative Group, New England Journal of Medicine , 361:766 Aug. 20, 2009
2. ↑  VC, Jordan (2006). „Tamoxifen (ICI46,474) as a targeted therapy to treat and prevent breast cancer”. Br J Pharmacol. 147 (Suppl 1): S269—76. PMC 1760730 . PMID 16402113. doi:10.1038/sj.bjp.0706399.
3. ↑  VC, Jordan (1993). „Fourteenth Gaddum Memorial Lecture. A current view of tamoxifen for the treatment and prevention of breast cancer”. Br J Pharmacol. 110 (2): 507—17. PMC 2175926 . PMID 8242225.
4. ↑  „Breast cancer in men”. CancerHelp UK. Cancer Research UK. 28. 09. 2007. Архивирано из оригинала 01. 12. 2008. г. Приступљено 22. 03. 2009.
5. ↑  Center for Drug Evaluation and Research (03. 08. 2005). „Tamoxifen Information: reducing the incidence of breast cancer in women at high risk”. U.S. Food and Drug Administration. Архивирано из оригинала 19. 06. 2007. г. Приступљено 03. 07. 2007.
6. ↑  National Cancer Institute (26. 04. 2006). „Study of Tamoxifen and Raloxifene (STAR) Trial”. U.S. National Institutes of Health. Архивирано из оригинала 04. 07. 2007. г. Приступљено 03. 07. 2007.
7. ↑  University of Pittsburgh. „STAR Study of Tamoxifen and Raloxifen”. Архивирано из оригинала 11. 06. 2007. г. Приступљено 03. 07. 2007.
8. ↑  Susan Love (22. 04. 2006). „Study Finds New Use for Raloxifene: Reducing Breast Cancer in High-Risk Postmenopausal Women”. Архивирано из оригинала 02. 08. 2009. г. Приступљено 19. 03. 2009.

## Spoljašnje veze
- Tamoksifen na

|  | Molimo Vas, obratite pažnju na važno upozorenje u vezi sa temama iz oblasti medicine (zdravlja). |